# Querschnittsaufgabe
Querschnittsaufgaben bündeln in der Aufbauorganisation von öffentlichen Verwaltungen, Wirtschaftsunternehmen oder anderen Organisationen Aufgaben, die ab einer gewissen Größenordnung abteilungsübergreifend für das Funktionieren der Organisation wichtig sind. In der Politik erstrecken sich Querschnittsaufgaben über mehrere Politikbereiche. Es gibt auch den Begriff Zentrale Dienste für diesen Bereich.

## Wirtschaft und Verwaltung
Für Querschnittsaufgaben werden oft eigene Organisationseinheiten wie Personalwesen, Rechnungswesen, Facilitymanagement, Beschaffungswesen oder EDV-Systemadministration  geschaffen, die z. B. unter dem Oberbegriff Zentrale Dienste zusammengefasst werden. Im Gegensatz zu den Fachabteilungen entfaltet die Wahrnehmung dieser Querschnittsaufgaben ihre Hauptwirkung nicht außerhalb der Organisation (auf den Kunden oder den Bürger), sondern innerhalb der Organisation und die dort tätigen Mitarbeiter.
Die Bildung von Zentralen Diensten für Querschnittsaufgaben führt ansatzweise zur Ausbildung einer Matrixorganisation.

## Politik
In der Politik kann ein Aufgabenfeld, das mehrere Politikbereiche berührt, als Querschnittsaufgabe behandelt werden. Beispielsweise wird die Integration von Zugewanderten, besonders auch die von Flüchtlingen, in Deutschland weithin als Querschnittsaufgabe angesehen. Auch Tourismuspolitik stellt Querschnittsaufgabe über mehrere Politikbereiche dar, etwa Wirtschaft, Umwelt, Kultur, Gesundheit, Raumentwicklung und Verkehr. Freizeitpolitik berührt Wohnungs- und Städte-, Agrar-, Sozial- und Familien-, Arbeits-, Gesundheits-, Verkehrs- und Wirtschaftspolitik.